# Belize i olympiska sommarspelen 1976
Belize deltog i de olympiska sommarspelen 1976 med en trupp bestående av fyra deltagare, samtliga män, vilka deltog i fyra tävlingar i två sporter. Ingen av landets deltagare erövrade någon medalj.

## Friidrott
Herrar
| Idrottare     | Gren  | Heat     | Heat      | Kvartsfinal      | Kvartsfinal      | Semifinal        | Semifinal        | Final            | Final            |
| Idrottare     | Gren  | Resultat | Placering | Resultat         | Placering        | Resultat         | Placering        | Resultat         | Placering        |
| ------------- | ----- | -------- | --------- | ---------------- | ---------------- | ---------------- | ---------------- | ---------------- | ---------------- |
| Errol Thurton | 400 m | 48,91    | 7         | Gick inte vidare | Gick inte vidare | Gick inte vidare | Gick inte vidare | Gick inte vidare | Gick inte vidare |
| Colin Thurton | 100 m | 11,03    | 7         | Gick inte vidare | Gick inte vidare | Gick inte vidare | Gick inte vidare | Gick inte vidare | Gick inte vidare |